# Проблема XY
Проблема XY — это проблема, возникающая при обращении в службу поддержки и в других похожих ситуациях, когда обратившийся за помощью человек ставит не проблему Y напрямую, а спрашивает решение проблемы X, которая, по его мнению, позволит решить изначальную проблему Y. 
Проблема XY часто ведёт к недопониманиям и принятиям неэффективных решений. При этом служба поддержки должна задавать наводящие вопросы для того, чтобы уточнить детали и узнать настоящую проблему.

## Происхождение
Термин «Проблема XY» был неявно введен Эриком С. Рэймондом в его тексте «Как правильно задавать вопросы», когда он добавил «Как я могу использовать X для выполнения Y?» в раздел «Вопросы, которые не следует задавать» (хотя в этой оригинальной версии значения X и Y меняются местами):

Вопрос: Как я могу использовать X для выполнения Y?
Ответ: Если вы хотите сделать Y, вы должны задать этот вопрос, не предполагая использования метода, который может быть неуместен. Вопросы такой формы часто указывают на человека, который не просто не знает о X, но и запутался в том, какую проблему Y они решают, и слишком зациклен на деталях своей конкретной ситуации.

Сама проблема была известна задолго до того, как получила это название. В 1980-х годах «Прикладная наука управления: быстрый и грязный подход». Джин Вулси описал известный пример решения неправильной задачи. Руководство было обеспокоено жалобами, что людям приходится слишком долго ждать лифтов, поэтому потратило много времени и денег на изучение планирования лифтов, чтобы сократить время ожидания. Вулси указал, что они пытаются решить не ту проблему. Настоящая проблема заключалась в том, что «люди жаловались». Установка больших зеркал в вестибюле давала людям какое-то занятие, и количество жалоб резко уменьшилось.